# Smeđi hrapavac
Smeđi hrapavac (lat. Cornu aspersum; sinonim: Helix aspersa) vrsta je puža iz porodice Helicidae.

## Rasprostranjenost
U Europi je smeđi hrapavac najčešći u Sredozemlju i zapadnoj Europi. Puž je introduciran i u ostale dijelove svijeta, gdje biva štetočina, pa se tako nalazi na svakom kontinentu osim Antarktike.

## Ekologija i biologija
Smeđi hrapavac živi u umjereno suhim grmovitim staništima i prilično je otporan na sušu. U hladnijim dijelovima Europe je povezan s ljudskim djelovanjem. Tamo se najčešće nalazi u vrtovima.
Odrasli puževi imaju tvrdu, tanku vapnenačku kućicu promjera 25 – 40 milimetara i visine 25 – 35 milimetara, s četiri ili pet zavoja.

## Vanjske poveznice
- Opažanja, iNaturalist